# Georg Strnadt
Georg Strnadt (* 18. März 1909 in Wien; † 4. Juli 1980 ebenda) war ein österreichischer Schriftsteller und Mundartdichter.

## Leben
Georg Strnadt besuchte zunächst die Volksschule in Wien, aufgrund der Übersiedlung seiner Eltern nach Perchtoldsdorf jedoch die 4. Klasse sowie die Bürgerschule eben dort. Danach besuchte er die technisch-gewerbliche Bundeslehranstalt in Mödling.
Infolge der weltweiten Wirtschaftskrise verlor er in der Folge die meisten Anstellungen. Die Zeit der Arbeitslosigkeit nutzte Strnadt, um Reifeprüfungen als Externist am Realgymnasium in Mödling und an der Lehrerbildungsanstalt in Wien (Hegelgasse) abzulegen.
Nach zwei Jahren Tätigkeit als (unbezahlter) Probelehrer wurde er Vertreter bei der Wiener Städtischen Versicherung von wo er 1938 zu Zürich-Kosmos wechselte.
Strnadt wurde im Mai 1940 zur Wehrmacht eingezogen und kam erst 1945 wieder heim. Er begann ein Kunstgeschichte-Studium an der Wiener Universität, führte dies aber nicht zu Ende. Stattdessen eröffnete er einen Antiquitätenhandel, aus dem er sich krankheitsbedingt 1970 zurückzog.
Georg Strandt hatte zwei Kinder (Sohn Günther * 1938, Tochter Ilse * 1940).

## Schaffen
Im Jahr 1975 wurde er mit der Ehrenmedaille der Bundeshauptstadt Wien in Silber ausgezeichnet.

## Werke
- Georg Strnadt: De faschiamaschin. Gedichte. Verlag Jugend & Volk, 1974, ISBN 3-8113-6083-3.
- Georg Strnadt: Gschimpft, gredt und graunzt. Österreichischer Bundesverlag, 1967.
- Georg Strnadt: wossa und wein. Verlag Jugend & Volk, 1969.
- Georg Strnadt: Waunzn, Flee und Läus . Verlag Jugend & Volk, 1969.